# Arbejderklasse
 Der er for få eller ingen kildehenvisninger i denne artikel, hvilket er et problem. Du kan hjælpe ved at angive troværdige kilder til de påstande, som fremføres i artiklen.

Arbejderklassen er et begreb, der særligt tilskrives socialistiske eller marxistiske og anarkistiske ideer. Benævnelsen arbejderklassen blev ikke bare i de nævnte idéstrømninger, men i høj grad også folkeligt, optaget i sprogbrugen til at beskrive den gruppe af mennesker, der må sælge deres arbejdskraft til andre mod betaling under den kapitalistiske produktionsmåde. Arbejderklassens modsætning var klassen af kapitalejere eller kapitalister.
Ud over politiske sammenhænge anvendes begrebet også inden for sociologien som betegnelse for en særlig samfundsgruppe, der er afgrænset ud fra sin position i arbejdslivet og adgang til forskellige typer af magt.
Efter den industrielle produktionssektors tilbagegang i Danmark gennem 1980'erne og 1990'erne bliver ordet sjældnere brugt ud over i de nævnte specielle sammenhænge. Mange anser det for enten et gammeldags ord eller et direkte forældet økonomisk begreb.

## Nyere sociologiske opgørelser af arbejderklassens størrelse i Danmark
Samfundsforskeren Erik Jørgen Hansen afgrænsede i sin bog Den maskerede klassekamp fra 1990 arbejderklassen som de personer, der hverken ejer økonomisk, bureaukratisk eller kundskabsmæssig kapital af betydning. Han beregnede, at dette gjaldt 56 % af befolkningen.
I debatbogen Det danske klassesamfund - Et socialt Danmarksportræt definerer forfatterne arbejderklassen som personer, der enten har en erhvervsuddannelse eller er ufaglærte, og som er tilknyttet arbejdsmarkedet og ikke er selvstændige eller topledere. I 2012 udgjorde arbejderklassen med denne definition 47 % af de 18-59-årige (fraregnet studerende).